# Saint-Césaire (Charente Marítimo)
 Saint-Césaire  es una población y comuna francesa, situada en la región de Poitou-Charentes, departamento de Charente Marítimo, en el distrito de Saintes y cantón de Burie. En sus cercanía se encontraron los restos neandertales conocidos como Saint-Césaire 1.

## Demografía
| 543 | 619 | 717 | 830 | 858 | 888 |
| Para los censos de 1962 a 1999 la población legal corresponde a la población sin duplicidades (Fuente: INSEE [Consultar]) |     |     |     |     |     |